# Ørsted Kirke (Assens Kommune)
 For alternative betydninger, se Ørsted Kirke. (Se også artikler, som begynder med Ørsted Kirke)
Ørsted Kirke, ca. 12 km NØ for Assens (Region Syddanmark).
Anselig, teglhængt kirke, omfatter kor, skib, tårn og våbenhus. Den oprindelige romanske kirke bestod af skibet og en del af koret. Den oprindelige syddør er stadig i brug. Ved den østre karmsten er indsat en romansk billedkvader med et glimrende relief af Samsons kamp med løven og runeindskriften »Eskild i Gård skar Samson, han dræbte løven«. Antagelig i sengotisk tid blev koret forlænget mod øst og hele kirken fik hvælv. Også tårn og våbenhus er sengotiske. De nord-syd-vendte, blændingsprydede trappegavle på tårnet krones af pinakler, fornyet 1869.
Smuk renæssance altertavle med Kristus-maleri af Th. Wegener. Prædikestolen fra 1598 er fra samme værksted og smykkes med relieffer af evangelisterne.
Sengotisk degnestol fra 1556 med foldeværk og to år yngre præstestol i ungrenæssance. Træepitafium fra 17. årh. over medlemmer af Akeleye-slægten (landsdommer Gabriel Knudsen A. (død 1608), gift med Hellradt Sparre).
Tårnrummet er indrettet til gravkapel med 8 kister for slægten Rantzau til Krengerup.

## Eksterne kilder og henvisninger
- Wikimedia Commons har flere filer relateret til Ørsted Kirke (Assens Kommune)
- Ørsted Kirke Arkiveret 15. september 2011 hos  Wayback Machine hos nordenskirker.dk
- Ørsted Kirke hos KortTilKirken.dk